# Sepa (mythologie)
Cet article concerne la mythologie égyptienne. Pour les autres significations, voir Sepa (homonymie).
Sepa (Anubis-Sepa) est, dans la mythologie égyptienne, une divinité protectrice ayant comme emblème une scolopendre ("mille-pattes").
Il est connecté aux nécropoles et peut être identifié à Osiris.
Dans les textes des pyramides il est identifié à Ounas.